# NGC 1981
NGC 1981 je mladá a jasná otevřená hvězdokupa v souhvězdí Orionu s magnitudou 4,2. Od Země je vzdálená přibližně 1 240 světelných let.

## Pozorování

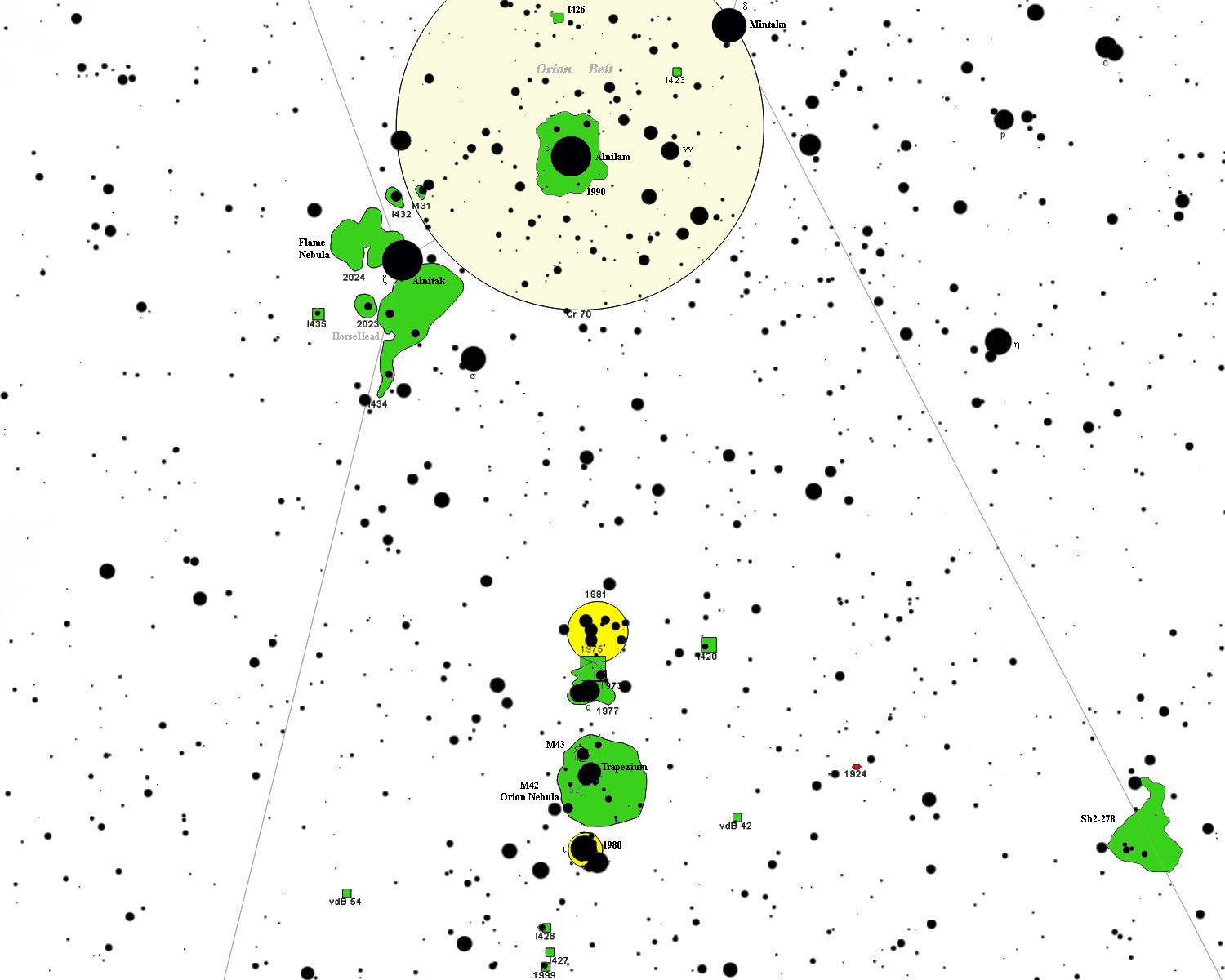
Poloha NGC 1981 v souhvězdí Orionu

NGC 1981 tvoří nejsevernější část asterismu Orionova meče a je viditelná i pouhým okem jako neostrá skvrna. Tvoří ji mladé modré hvězdy 6. až 8. magnitudy, z nichž nejjasnější tři tvoří oblouk na východní straně a ostatní méně jasné jsou rozmístěné na západní straně hvězdokupy. Na čisté tmavé obloze je možné hvězdokupu zcela rozložit na jednotlivé hvězdy i triedrem 10x50 a dalekohled o průměru 100 mm poskytne pěkný pohled i při základním zvětšení.
Hvězdokupa je součástí Orionova komplexu molekulárních mračen a její hvězdy částečně ozařují mlhovinu Sh2-279 (její nejjasnější část je NGC 1977), která leží méně než půl stupně jižně od hvězdokupy. 1° jižně se nachází výrazné mlhoviny Messier 43 a mlhovina v Orionu a dalšího půl stupně na jih hvězdokupa NGC 1980. 3° severně od hvězdokupy leží výrazný asterismus Orionův pás (Cr 70) a 5° severovýchodně mlhovina Messier 78.
Hvězdokupa je snadno pozorovatelná ze všech obydlených oblastí Země, protože leží velmi blízko nebeského rovníku. Není viditelná pouze v oblasti do několika stupňů jižně od severního pólu. Je tedy jedno, z jaké zemské polokoule je sledována a o její výšce nad obzorem rozhoduje zejména deklinace místa pozorování, ať už je na severní nebo jižní polokouli. Nejvhodnější období pro její pozorování na večerní obloze je od listopadu do dubna.

## Historie pozorování
Za objevitele této hvězdokupy bývá považován John Herschel, který ji pozoroval 4. ledna 1827
pomocí zrcadlového dalekohledu o průměru 18,7 palce (475 mm), který patřil jeho otci Williamovi. William však tuto hvězdokupu pravděpodobně pozoroval mnohem dříve při svém studiu dvojhvězd (23. října 1780), ale nezapsal ji do katalogu. John ji zařadil do svého katalogu mlhovin a hvězdokup General Catalogue of Nebulae and Clusters pod číslem 1184.

## Vlastnosti
NGC 1981 obsahuje několik desítek jasných mladých hvězd shromážděných ve vzdálenosti přibližně 380 parseků (1 240 světelných let) od Země. Patří do ramene Orionu a je to jedna z nejvýznamnějších skupin v rámci hvězdné asociace Orion OB1 (Orionova asociace), což je díky její blízkosti k Zemi jedna z nejvíce prozkoumaných OB asociací.
Asociaci Orion OB1 je možné na základě vývoje a umístění rozdělit na čtyři hlavní podskupiny. Orion OB1a je se stářím 8 až 12 milionů let z těchto podskupin nejstarší, Orion OB1b leží ve směru Orionova pásu a má stáří 1,7 až 8 milionů let, zatímco Orion OB1c, kam patří i NGC 1981, tvoří Orionův meč. Orion OB1d je nakonec nejmladší podskupinou a je přímo svázána s blízkou mlhovinou v Orionu.
Z podskupiny Orion OB1c pocházejí známí hvězdní uprchlíci AE Aurigae a μ Columbae, které se vesmírem pohybují navzájem opačným směrem a které byly gravitačním působením z této podskupiny vyhnány.